# Mont Coscerno
Le mont Coscerno  est une montagne des Apennins culminant à 1 684 m d'altitude, qui se situe en Ombrie. Il s'agit du plus haut sommet de la Valnerina.